# روب واتسون
روب واتسون هو منافس ألعاب قوى كندي، ولد في 23 يونيو 1983 في لندن في كندا.

## وصلات خارجية
- روب واتسون على موقع الاتحاد الدولي لألعاب القوى (الإنجليزية)